# Zerstreuungskreis
Zerstreuungskreise entstehen in der Fotografie bei Unschärfe im Bild, also wenn die Projektion eines Punktes eines Motivs vor beziehungsweise hinter der Projektionsebene liegt oder wenn durch Beugung ein zu projizierender Lichtpunkt unscharf als Beugungsscheibchen abgebildet wird.
Diese beiden Effekte, die eine Unschärfe hervorrufen, sind bei veränderter Eintrittspupille gegenläufig, so dass sich bei einer bestimmten Blende, der sogenannten kritischen Blende, eine minimale Unschärfe und somit ein maximales Auflösungsvermögen ergibt.

## Schärfentiefe

Schärfentiefe und Zerstreuungskreise

Besondere Bedeutung erlangt der Zerstreuungskreis bei der Berechnung der Schärfentiefe. Vom Objektiv aus gesehen entsteht bei einer fokussierten Abbildung ein Lichtkegel, dessen Spitze im Falle einer korrekten Fokussierung genau die Filmebene trifft. Bei einer Abweichung davon wird die Spitze abgeschnitten oder über die Filmebene hinaus projiziert. Daher entstehen Zerstreuungskreise, die ab einer bestimmten Größe für ein bestimmtes Filmformat als Unschärfe definiert werden (siehe auch Schärfe).

## Maximal tolerierbarer Zerstreuungskreisdurchmesser
Der für die Akzeptanz von Schärfe maximal tolerierbare Zerstreuungskreisdurchmesser für einen Fotoapparat wird mit Z bezeichnet, wobei sich die Größe von Z aus dem mittleren Auflösungsvermögen unseres Auges ergibt, welches in der Auflösungsgrenze im Idealfall bei ca. einer Winkelminute liegt und es uns ermöglicht, zwei Punkte als getrennt zu erkennen, wenn diese mindestens 2 Winkelminuten voneinander entfernt liegen. Betrachten wir ein Bild bei einem üblichen Betrachtungsabstand, so erscheint uns die Bilddiagonale unter einem Sehwinkel von ca. 50° bzw. 3000 Winkelminuten. Bei einer Unschärfe, die 2 Winkelminuten, also 1/1500 der Bilddiagonalen übersteigt, werden wir eine Unschärfe also gerade zu erkennen beginnen. Da ein fertiges Bild in der Regel eine Vergrößerung des im Moment der Aufnahme am Sensor bzw. in der Filmebene entstandenen Bildes ist, wird der zulässige Zerstreuungskreisdurchmesser Z mit 1/1500 der Film- oder Sensordiagonalen des Fotoapparates beziffert (zu Ausnahmen siehe unten).
Die folgende Tabelle veranschaulicht die maximale Größe der Zerstreuungskreise je nach Aufnahmeformat des jeweiligen Fotoapparats:
| Bezeichnung                  | Aufnahmeformat  | Diagonale | Z        |
| ---------------------------- | --------------- | --------- | -------- |
| 1/2,7"-Digitalkamera-Sensor  |                 | 6,3 mm    | 0,004 mm |
| 1/1,7"-Digitalkamera-Sensor  |                 | 9,4 mm    | 0,006 mm |
| 2/3"-Digitalkamera-Sensor    |                 | 11,2 mm   | 0,007 mm |
| 4/3-Typ-Digitalkamera-Sensor | 17,3 mm × 13 mm | 21,63 mm  | 0,015 mm |
| APS-C Digitalkamera-Sensor   | 22,5 mm × 15 mm | 27 mm     | 0,018 mm |
| Kleinbildformat              | 24 mm × 36 mm   | 43,2 mm   | 0,03 mm  |
| Mittelformat                 | 57 mm × 57 mm   | 80,6 mm   | 0,05 mm  |
| Großformat                   | 90 mm × 120 mm  | 150 mm    | 0,10 mm  |
| Größere Formate              |                 |           | > 0,1 mm |

In bestimmten Situationen sollten andere Werte für Z eingesetzt werden. Will man das Bild zum Beispiel nicht aus einem üblichen Betrachtungsabstand betrachten, der in etwa der Bilddiagonalen entspricht, so verändert sich damit auch der zulässige Zerstreuungskreisdurchmesser. Bleiben wir zur Betrachtung weiter vom Bild entfernt, so können größere Zerstreuungskreisdurchmesser zugelassen werden. Gehen wir näher an das Bild heran, um Details zu betrachten, so werden kleinere Zerstreuungskreise nötig, um dabei immer noch einen scharfen Bildeindruck zu erhalten. Eine weitere Ausnahme ergibt sich immer dann, wenn aus dem ursprünglichen Bild ein Detail herausgeschnitten und stärker nachvergrößert wird. In diesem Fall wird Z so zu beziffern sein, dass er 1/1500 der Diagonalen des Sensor- oder Filmareals ist, welches für die Aufnahme dieses Bildausschnittes genutzt wurde.
Es ergeben sich weitere Zusammenhänge aus dem bei einem bestimmten Aufnahmeformat gültigen Zerstreuungskreisdurchmesser:
1. Das Maß von Z ist entscheidend bei der Ermittlung der förderlichen Blende, also der kleinsten einstellbaren Blende, bei der die Schärfentiefe gerade so weit maximiert wird, dass der Schärfeeindruck durch die bei kleinen Blenden zunehmend wirksame Beugung den Schärfeeindruck noch nicht generell mindert. Da wie aus der Tabelle zu ersehen die zulässigen Zerstreuungskreisdurchmesser bei größeren Sensor- oder Filmformaten steigen, kann an großformatigen Kameras auch ohne starken Schärfeverlust eine kleinere Blende eingestellt werden.
2. Hand- oder Körperbewegungen im Moment der Aufnahme können zu einem Verwackeln des Bildes führen. Übersteigt die durch Verwacklung verursachte Unschärfe das Maß von Z, so wird sie in der fertigen Aufnahme erkennbar bleiben.
3. Die Genauigkeit der Fokussierung selbst kann in Form eines Zerstreuungskreisdurchmessers angegeben werden, wobei eine Fokussiergenauigkeit anzustreben ist, die deutlich höher ist, als es der für das Empfinden von Unschärfe gültige Zerstreuungskreisdurchmesser im Grenzfall erlaubt. Wenn also in einer Kleinbildkamera Z bei 0,03 mm liegt, und ein Autofokussensor eine Genauigkeit der Fokuslage aufweist, die einen Zerstreuungskreis von maximal 0,01 mm zeigt, so ist diese Fokussierung hinreichend genau.